# Хлівищенська сільська рада
Хліви́щенська сільська́ ра́да — адміністративно-територіальна одиниця та орган місцевого самоврядування в Кіцманському районі Чернівецької області. Адміністративний центр — село Хлівище.

## Загальні відомості
- Населення ради: 648 осіб (станом на 2001 рік)

## Населені пункти
Сільській раді підпорядковані населені пункти:
- с. Хлівище

## Склад ради
Рада складається з 16 депутатів та голови.
- Голова ради: Руснак Роман Васильович
- Секретар ради: Стефанюк Орися Мафтеївна

### Керівний склад попередніх скликань
| Прізвище, ім'я, по батькові | Основні відомості                                                                          | Дата обрання | Дата звільнення |
| --------------------------- | ------------------------------------------------------------------------------------------ | ------------ | --------------- |
| Руснак Роман Васильович     | Сільський голова, 1964 року народження, освіта вища                                        | 26.03.2006   | 31.10.2010      |
| Руснак Роман Васильович     | Сільський голова, 1964 року народження, освіта вища, член політичної партії «Наша Україна» | 31.10.2010   |                 |

Примітка: таблиця складена за даними сайту Верховної Ради України

### Депутати
За результатами місцевих виборів 2010 року депутатами ради стали:

#### За суб'єктами висування
| Суб'єкт висування | Кількість обраних депутатів | %   |
| ----------------- | --------------------------- | --- |
| Самовисування     | 16                          | 100 |

#### За округами
| № округу | Прізвище, ім'я, по батькові  | Дата визнання обраним | Освіта             | Партійна приналежність                        | Відомості про обраного депутата                                               |
| -------- | ---------------------------- | --------------------- | ------------------ | --------------------------------------------- | ----------------------------------------------------------------------------- |
| 1        | Стефанюк Орися Мафтеївна     | 03.11.2010            | вища               | позапартійна                                  | Хлівищанська сільська рада, секретар сільської ради                           |
| 2        | Марусяк Ірина Василівна      | 03.11.2010            | середня спеціальна | позапартійна                                  | Супермаркет «Велика кишеня», кондитер                                         |
| 3        | Тарнавська Любов Іллівна     | 03.11.2010            | вища               | член Всеукраїнського об'єднання «Батьківщина» | Хлівищенський загальноосвітній заклад І-ІІ ст., директор                      |
| 4        | Руснак Оксана Богданівна     | 03.11.2010            | вища               | член Політичної партії «Наша Україна»         | Хлівищенський загальноосвітній заклад І-ІІ ст., вчитель                       |
| 5        | Денищук Василина Стефанівна  | 03.11.2010            | середня спеціальна | позапартійна                                  | пенсіонер                                                                     |
| 6        | Семенюк Марія Михайлівна     | 03.11.2010            | середня спеціальна | позапартійна                                  | Хлівищанська сільська рада, спеціаліст-землевпорядник                         |
| 7        | Цинта Галина Олександрівна   | 03.11.2010            | середня спеціальна | член Всеукраїнського об'єднання «Батьківщина» | Хлівищенський загальноосвітній заклад І-ІІ ст., вчитель                       |
| 8        | Пухальська Степанія Іванівна | 03.11.2010            | середня            | член Партії регіонів                          | пенсіонер                                                                     |
| 9        | Дроняк Тетяна Василівна      | 03.11.2010            | вища               | позапартійна                                  | Хлівищенський загальноосвітній заклад І-ІІ ст., вчитель                       |
| 10       | Нацюк Іван Васильович        | 03.11.2010            | середня спеціальна | позапартійний                                 | сільський клуб с. Хлівище, зав. клубом                                        |
| 11       | Ковалюк Василь Юрійович      | 03.11.2010            | середня            | позапартійний                                 | Кіцманська ЦРЛ, водій                                                         |
| 12       | Бойчук Марія Василівна       | 03.11.2010            | середня спеціальна | позапартійна                                  | Дитяча дошкільна установа с. Хлівище, вихователь                              |
| 13       | Бабяк Олена Борисівна        | 03.11.2010            | середня спеціальна | позапартійна                                  | Управління Державного казначейства у Кіцманському районі, головний спеціаліст |
| 14       | Григірчик Микола Васильович  | 03.11.2010            | середня            | член Народної партії                          | тимчасово не працює                                                           |
| 15       | Гайдичук Марія Юріївна       | 03.11.2010            | середня            | позапартійна                                  | пенсіонер                                                                     |
| 16       | Штефюк Василь Михайлович     | 03.11.2010            | середня            | член Політичної партії «Наша Україна»         | ПСП «Зоря», директор                                                          |